# Nova Maiacika
Nova Maiacika (în ucraineană Нова Маячка) este o așezare de tip urban din raionul Țiurupînsk, regiunea Herson, Ucraina. În afara localității principale, nu cuprinde și alte sate.

## Demografie
Componența lingvistică a așezării de tip urban Nova Maiacika
     Ucraineană (73,59%)
     Rusă (25,11%)
     Alte limbi (0,28%)
Conform recensământului din 2001, majoritatea populației așezării de tip urban Nova Maiacika era vorbitoare de ucraineană (73,59%), existând în minoritate și vorbitori de rusă (25,11%).